# محمود الغزالي
محمود محمد الغزالي لاعب كرة قدم مصري في مركز صانع الألعاب في نادي التقدم السعودي.

## المسيرة الكروية
بدأ حياته الكروية في عمر 6 سنوات مع الكرة السعودية بسبب عمل والده هناك وانتقال العائلة للعيش بالمملكة حيث انضم لبراعم نادي الشباب السعودي وبسبب الجنسية لم يتمكن من المشاركة بأي بطولة رسمية التحق الغزالي بأكاديمة برشلونة الرسمية بالسعودية وحصل علي المركز الأول ومنحه اللاعب طارق التايب لقضاء فترة معايشة بنادي برشلونة ولكن لاحداث خارجة عن ارداته لم يتمكن من السفر. وفي إحدى اللقاءات الودية بين أكاديمية برشلونة ونادي الهلال السعودي طلب مدرب الهلال انضمام اللاعب للفريق مع وعود بحل مشكلة الجنسية ولكن لم يتم الحل. عاد غزالي إلى مصر عبر بوابة نادي المنصورة وانضم لفريق الناشئين بالمنصورة في عمر ال 15 عام مع المدير الفني عماد سلامة ثم طارق الفناجيلي وانضم منه لمنتخب الدقهلية مواليد 95 مع المدرب سعد سليط. وفي لقاء لمنتخب الدقهلية أمام انبي تألق اللاعب ولفت الانظار لتتجه أنظار «امام محمدين» مدير قطاع الناشئين بنادي انبي علي اللاعب وعقب اللقاء جلس محمدين مع الغزالي لرغبتة في انضمام اللاعب لانبي ولكن رفض مجلس إدارة المنصورة رحيله. صعد للفريق الأول بنادي المنصورة بقيادة طارق سليمان وشارك في لقاء ودي مع الفريق وأشاد به الجميع ليغادر طارق سليمان ليتولي تدريب المصري البورسعيدي وينجح في ضم محمود الغزالي بعرض قيمته 150 الف جنيه لنادي المنصورة موسم 2014/2015. لعب غزالي مباراة وحيدة مع الفريق الأول في الموسم الأول وتوالي علي ترتيب الفريق أكثر من مدرب بعد طارق سليملن طارق يحيي يليه مختار مختار وفي الموسم الثاني يتولي الإدارة الفنية حسام حسن وتواجد غزالي في 8 مباريات من أصل 20 مباراة. وفي نهاية الموسم يستغني المصري عن غزالي لينضم للشرقية الصاعد حديثا للدوري الممتاز ويتولي قيادة الفريق طارق يحيي وللاسف لم يشارك اللاعب في أي مباراة خلال الموسم ليهبط الفريق للقسم الثاني ويحاول اللاعب الانتقال لاي نادي اخر ولكن النادي رفض ويتولي قيادة الفريق في القسم الثاني محمد عبد الرحمن ليعود اللاعب للتألق والمشاركة بجميع المباريات ما عدا لقاءان للإصابة لينتهي الموسم بالكثير من العروض منها الاسيوطي سابقا والجونة والاسماعيلي وينتقل غزالي للاسماعيلي بعد ضغط من والده لاسم الإسماعيلي الكبير وقبل غلق باب القيد بساعات يستغني النادي عن اللاعب لاسباب غير معلومة حتي الآن وفتح نادي بورتو أبوابه للاعب قبل ساعات من غلق القيد بقيادة رضا الفداوي الذي ساعد اللاعب كثيراً برغم عدم معرفته وتألق الغزالي واحرز 7 اهداف الدور الأول بدوري القسم الثاني لمجموعة القاهرة والقناة. وبرز بشدة في لقاء كأس مصر امام الاتحاد السكندري واحرز هدفا رائعاَ وأصبح حديث الشارع الكروي في هذا التوقيت وعقب اللقاء تحدث معه وليد صلاح الدين مدير الكرة في ذلك الوقت لنادي الاتحاد لرغبة النادي في التعاقد مع اللاعيب ودخل أيضا نادي مصر المقاصة وتقدم بعرض لنادي بورتو لضم اللاعي في يناير ولكن تمسك بورتو باللاعب ورفض رحيله وقبل غلق باب قيد انتقالات يناير قرر أشرف توفيق رئيس نادي بورتو والمدير الفني الحالي للفريق منح اللاعب فرصة اعارة في ظل وجود العديد من العروض المميزة من اندية كبيرة بالقسم الثاني منهم طنطا وبلدية المحلة وسيراميكا ونادي مصر والقناة ليفضل اللاعب الانتقال للقناة لاسباب كثيرة منها اسم وتاريخ النادي وعراقته واستقراره في كافة الأمور وايضا وجود جهاز فني مقتنع بإمكانياته. انتقل الغزالي للقناة وشارك في خمس مباريات كاملة وأحرز هدفين وصنع خمس أهداف واصبح حديث الساعة في القسم الثاني لمجموعة القاهرة والقناة وانظم إلى نادي التقدم السعودي في صيف 2019 ووقع بعدها مع نادي مصر للمقاصة في عام 2020 وعاد إلى نادي التقدم مطلع عام 2022.